# Фальконьери Меллини, Кьяриссимо
Кьяриссимо Фальконьери Меллини (итал. Chiarissimo Falconieri Mellini; 25 сентября 1794, Рим, Папская область — 22 августа 1859, Равенна, Папская область) — итальянский кардинал, доктор обоих прав. Архиепископ Равенны с 3 июля 1826 по 22 декабря 1870. Секретарь мемориальных дат со 2 апреля 1857 по 22 августа 1859. Камерленго Священной Коллегии Кардиналов в 1859. Кардинал-священник с 12 февраля 1838, с титулом церкви Сан-Марчелло с 15 февраля 1838.